# 蒙达维奥
蒙达维奥（義大利語：Mondavio），是意大利佩萨罗-乌尔比诺省的一个市镇。总面积29.48平方公里，人口4013人，人口密度136.1人/平方公里（2008年）。ISTAT代码为041028。